# Freddie Burretti
Freddie Burretti, wirklicher Name Frederick Robert Burrett (* 28. Juni 1951 in London; † 11. Mai 2001 in Paris), war ein britischer Sänger und Modedesigner. Er war 1970 der Frontmann des von seinem Freund David Bowie ins Leben gerufenen zeitweiligen Bandprojekts Arnold Corns, für das er den Künstlernamen Rudi Valentino annahm. Für Bowie und dessen Band entwarf und fertigte er zahlreiche Anzüge und Bühnenkostüme, meist im Stil des Glam Rock, insbesondere für Bowies Bühnenfiguren des Ziggy Stardust (1972), des Halloween Jack (1974) und des frühen Thin White Duke (1975). Bald darauf verließ Burretti das Vereinigte Königreich, sein Verbleib über die folgenden circa fünfzehn Jahre scheint nicht bekannt. Die letzten zehn Jahre vor seinem Tod 2001 lebte er in Paris. Sechs seiner Arbeiten wurden von 2013 bis 2018 als Teil einer Wanderausstellung in weltweit insgesamt zwölf Museen gezeigt.

## Leben und Werk

### Frühe Jahre
Freddie Burretti wuchs im London Borough of Hackney auf. Seine Mutter entwarf Kleider und brachte ihm das Nähen bei, bevor er die Schule besuchte. In einem Interview von 1974 mit The New York Times erinnerte sich Burretti: „Als Kind war ich furchtbar – ich wollte nicht aus dem Haus gehen, wenn meine Manschetten nicht richtig umgeschlagen waren. Wenn die Hosen nicht ordentlich gebügelt waren oder die Säume nicht richtig saßen, dann habe ich geschrien. Ich glaube, ich habe das von meiner Mutter, die immer perfekt gekleidet war, aber mein Vater fand das seltsam.“ Im Alter von 14 bis 18 Jahren lebte Burretti als Anhänger der Subkultur der Mods im Arbeitermilieu von Bletchley, 75 km nordwestlich von London. Gegen Ende der 1960er Jahre arbeitete er bei einem griechischen Schneider in der Londoner King’s Road und zudem noch als Model und gelegentlich als Mietkerl (rent boy). In London hatte er als Kunststudent das Dulwich College besucht.  Der Bassist Trevor Bolder erinnerte sich, dass „Burretti mädchenhaft und hager war, aber immer Anzüge trug.“

### Frontmann der BandArnold Corns
Im Alter von neunzehn Jahren lernte er David Bowie in dem Gay-Club El Sombrero (auch bekannt als Yours or Mine)  in Kensington kennen, der den „schlanken Mann mit stattlicher Erscheinung“ als Frontmann in sein frühes Bandprojekt Arnold Corns einlud.
Am 1. Mai 1970 stellte David Bowie der Presse Freddie Burretti als Rudi Valentino vor, „den neuen Mick Jagger“, und fügte die Erwartung hinzu, dass Arnold Corns die nächsten Rolling Stones sein würden. Burretti, der „einfach nur dastehen und umwerfend aussehen musste“, erwies sich als bescheidener und fügte hinzu: „Eigentlich entwerfe ich nur Kleidung.“ Das „sexuelle Aufklärungsmagazin für Männer und Frauen“ mit dem Titel Curious zeigte seiner Leserschaft Bowie und Burretti auf dem Titelblatt der Mai/Juni-Ausgabe (Nr. 19).
In der Veröffentlichung bekräftigte Burretti, das er „ein wirklich ein großer Name werden und es in Amerika schaffen möchte“. Er stellte ein Musikalbum mit dem Titel Looking for Rudi in Aussicht, das jedoch nie erschien. Burretti, der hier von Bowie als „der Anführer der gesamten Schwulenszene“ vorgestellt wurde, zeigte sich in verschiedenen Outfits und posierte mit einer Boa constrictor; ein Bild, von dem Bowie später behauptete, es habe „die Schlangennummer von Alice Cooper inspiriert“.
Der Umstand, dass Freddie Burretti mit seiner Stimmlage von mehreren Oktaven unter der eines Soprans nicht wirklich singen konnte, erwies sich als Problem. Schlagzeuger Mick Woodmansey kommentierte: „Freddie sah zwar aus wie der ultimative Rock-Frontmann, konnte aber keine einzige Note singen. Er hatte überhaupt keine [Sing-]Stimme.“ Bowie musste einspringen und den Liedtext für die Single Moonage daydreams (B-Seite Hang on to yourself) selbst einsingen, aber der „lahme Begleitgesang tat den Liedern keinen Gefallen“, und so erregte die Single bei ihrer Veröffentlichung am 7. Mai kaum Aufmerksamkeit. Die Schallplatte wurde von der BBC nicht gespielt und floppte „schmachvoll“.

### Kleidungs- und Kostümdesigner
Bowie wie Burretti erkannten, dass Burrettis wahres Talent nicht in der Musik, sondern im Design und der Fertigung von Kleidung lag. Mit Stoffen, die er meist von Liberty of London bezog, schneiderte Burretti zahlreiche von Bowies frühen Bühnenoutfits.  David Bowie sagte über Burretti: „Was auch immer ich mir in meinem Kopf ausdenke, das setzt er in die Realität um.“
Herausragende Bowie-Kostüme, die Burretti kreierte, waren der eisblaue Satin-Anzug, den Bowie in dem Life on Mars?-Video anhatte, und der goldglänzende, blau-rot gesteppte Jumpsuit, den er bei seinem Fernsehauftritt in der Musiksendung Top of the Pops mit dem Lied Starman trug. Bowie, der von Stanley Kubricks Uhrwerk Orange inspiriert war, hatte sich eine Art Droog-Overall vorgestellt, der aber nicht wie im Film aus weißer Baumwolle, sondern aus Stoffen in exotischen Farben bestehen sollte. Zusammen mit seiner Ehefrau Angela hatte er auf einem zypriotischen Straßenmarkt einen Stoff gefunden, der als Ausgangspunkt diente und von Burretti weiter entwickelt wurde. Für die Kleidung von Bowies Band wählte Burretti Materialien wie pastellfarbene Velvetonstoffe in primelgelb und babyblau, Vinyl und Schamkapseln aus Jeansstoff. Zu jedem wichtigen Auftritt Bowies und seiner Band entwarf Burretti neue Bühnenkleidung für alle. Angela Bowie erwirkte zudem, dass die Bandmitglieder auch abseits der Bühne von ihm geschneiderte Kleidung aus Mohair, Kaschmir oder Seide trugen, um nicht nur bei Veranstaltungen ein Hingucker zu sein, sondern auch im öffentlichen Alltag außergewöhnlich auszusehen.
Als Bowie begann, seine Entwürfe zu tragen und damit auch für Burrettis Publicity sorgte, konnte der Designer eine Boutique mit dem Namen Play It Cool & Play It Loud eröffnen. Burrettis anglo-indische Mitbewohnerin Daniella Parmar († 3. November 2020) half ihm in Vollzeit bei der Fertigung der Kostüme, beide wurden unterstützt von Angela Bowie. Parmar fungierte auch als Model für Burretti, die seine Kreationen mit dem ihr eigenen Liebreiz und einer gewissen Unbekümmertheit trug, die den Schockeffekt abschwächten, welche seine Outfits zu dieser Zeit auslösten. Die Eheleute Bowie waren von ihr inspiriert und beeindruckt, besonders von dem Kontrast ihrer dunklen Haut mit ihrem sehr kurzen, wasserstoffblond gefärbten Haupthaar, das am Hinterkopf rasierte Konturen verschiedener Formen zeigte. Die vier freundeten sich an; Burretti arbeitete fast exklusiv für David Bowie und lebte zeitweise in Haddon Hall, dem Bandsitz und dem Privathaus der Bowies, da er so alle Beteiligten für Anproben zur Verfügung hatte. Zusammen mit Daniella Parmar begleitete Burretti die Band auch nach New York. Als die Bowies 1973 in ein gemietetes Reihenhaus in der 89 Oakley Street nahe der King’s Road in London umzogen, bewohnten dort Freddie Burretti und Daniella Parmar das Untergeschoss.
Die Verbindung zwischen Burretti und Bowie setzte sich über Ziggy Stardust hinaus in Bowies später Glam-Ära mit Diamond Dogs (1974) und der neuen Figur des Halloween Jack sowie in dessen Philly-Sound-Periode mit Young Americans (1975) als früher Thin White Duke fort. Im Oktober 1973 nahm Freddie Burretti zusammen mit Daniella Parmar bei den Melody Maker Awards fünf Preise in Vertretung für Bowie entgegen. Mitte der 1970er Jahre trennten sich Burrettis und Bowies Wege; Autor Kevin Cann deutete 2010 in seinem Buch Any Day Now an, dass eine „finanzielle Meinungsverschiedenheit“ die Zusammenarbeit zwischen den beiden Männern beendet haben könnte.
Burretti verließ London Richtung Festlandeuropa, wo er beabsichtigte, für das italienische Modeunternehmen Valentino zu arbeiten. Der Rest von Burrettis Leben blieb jedoch ein Rätsel, zwar wurde er in den späten 1970er Jahren in Israel gesichtet, jedoch verlor sich darauf seine Spur. Seine Familie meldete ihn vermisst und ging sogar davon aus, dass er nicht mehr am Leben oder gar ermordet worden sei. Sie erfuhren erst viel später, dass er 2001 in Paris an Krebs verstorben war. Die letzten zehn Jahre seines Lebens hatte Burretti wohl in der französischen Hauptstadt gelebt, aber es wurde nie bekannt, ob er seinen Traum, für Valentino zu arbeiten, verwirklichen konnte.

## Späte Ehrung
Als David Bowie von Burrettis Krebstod erfuhr, erinnerte er sich in seinem Nachruf an ihn als einen seiner ältesten Freunde:
„Ich bin sehr traurig über sein Ableben, denn er war wirklich einer der nettesten und talentiertesten Geister mit denen ich die Ehre hatte zusammenzuarbeiten. Freddie und ich haben unsere Welt, so klein sie auch war, in das verwandelt, was wir für machbar hielten. Für mich lebt er durch sein kreatives Genie weiter. Ich habe alle deine Arbeiten behalten, Fred. Nur sehr wenige habe ich verloren. Die besten Sachen habe ich noch. Ich werde für dich auf sie aufpassen, Gott segne dich.“
Bowie hielt sein Versprechen und stellte die von Burretti gefertigten Bühnenkostüme der Wanderausstellung Bowie is… des Victoria and Albert Museums in London zur Verfügung. Sechs der Kostüme wurden von 2013 bis 2018 in insgesamt zwölf Städten weltweit gezeigt, so auch in der Art Gallery of Ontario in Toronto, im Museu da Imagem e do Som de São Paulo, im Martin-Gropius-Bau in Berlin, im Museum of Contemporary Art in Chicago, in der Philharmonie de Paris, im Australian Centre for the Moving Image in Melbourne, im Groninger Museum, im Museo d’Arte Moderna di Bologna, im Warehouse Terrada G1 Building in Tokio, im Museu del Disseny in Barcelona sowie im Brooklyn Museum in New York. Die Ausstellung erreichte über zwei Millionen Besucher.

## Film-, Musical- und Comicadaption
- Starman: Freddie Burretti – The Man Who Sewed The World. Dokumentarfilm von 2015, Regisseur Lee Scriven.[43]
- Das Musical Burretti: The Man Who Sewed The World lief vom 16. bis 18. Mai 2019 im Chrysalis Theatre in Milton Keynes (bei Bletchley). Produzent war Lee Scriven, die Band The Spiders from Bletchley wurde geleitet von Del Bromham, die Choreografie stammte von Alex Kent und Jack Sullivan.[4]
- Starman, Freddie Burretti; The Man Who Sewed The World. Comic von Paul B. Rainey, 2020.[6]

## Rezeption
Paul Gorman von The Guardian schrieb 2015: „‚Fred of the East End‘, wie Burretti sich selbst nannte, war ein außerordentlich talentierter Schönling. Gemeinsam mit seiner engsten Freundin Daniella Parmar übte er einen starken Einfluss auf Bowies Stil aus, indem er Jacken, Hosen, Hemden, Krawatten und Anzüge aus glänzenden und hellen Materialien herstellte, die seinen förmlichen Ansatz von ‚Glam‘ prägten.“
Paul Morley fasste 2016 in seinem Buch The Age of Bowie zusammen: „[Auf dem Weg zur Figur des Ziggy Stardust versuchte Bowie], Freddie [Burretti] als Star zu installieren, wofür sich jedoch niemand interessierte hatte […]. Bowie arbeitete weiter daran, einen Star zu erschaffen. […] Mit seinem Detailreichtum, seiner Schneiderkunst, die Fantasie wahr werden ließ, sowie seinen sinnerfreuenden, abgefahrenen Stoffen entwarf Burretti weiter Hemden und Anzüge für den sich (in was auch immer) wandelnden Bowie. Andere [für diese Star-Rolle] heranzuziehen hätte nicht funktioniert. […] Es hätte nicht authentisch gewirkt, sondern nur wie ein abgeschwächter, ungeliebter Abklatsch der bestmöglichen Version. Die einzige Weg, sein Werk angemessen zu vervollkommnen, lag [für Bowie] darin, hier gleichsam Komponist und Schauspieler zu sein.“